# Anastrozol

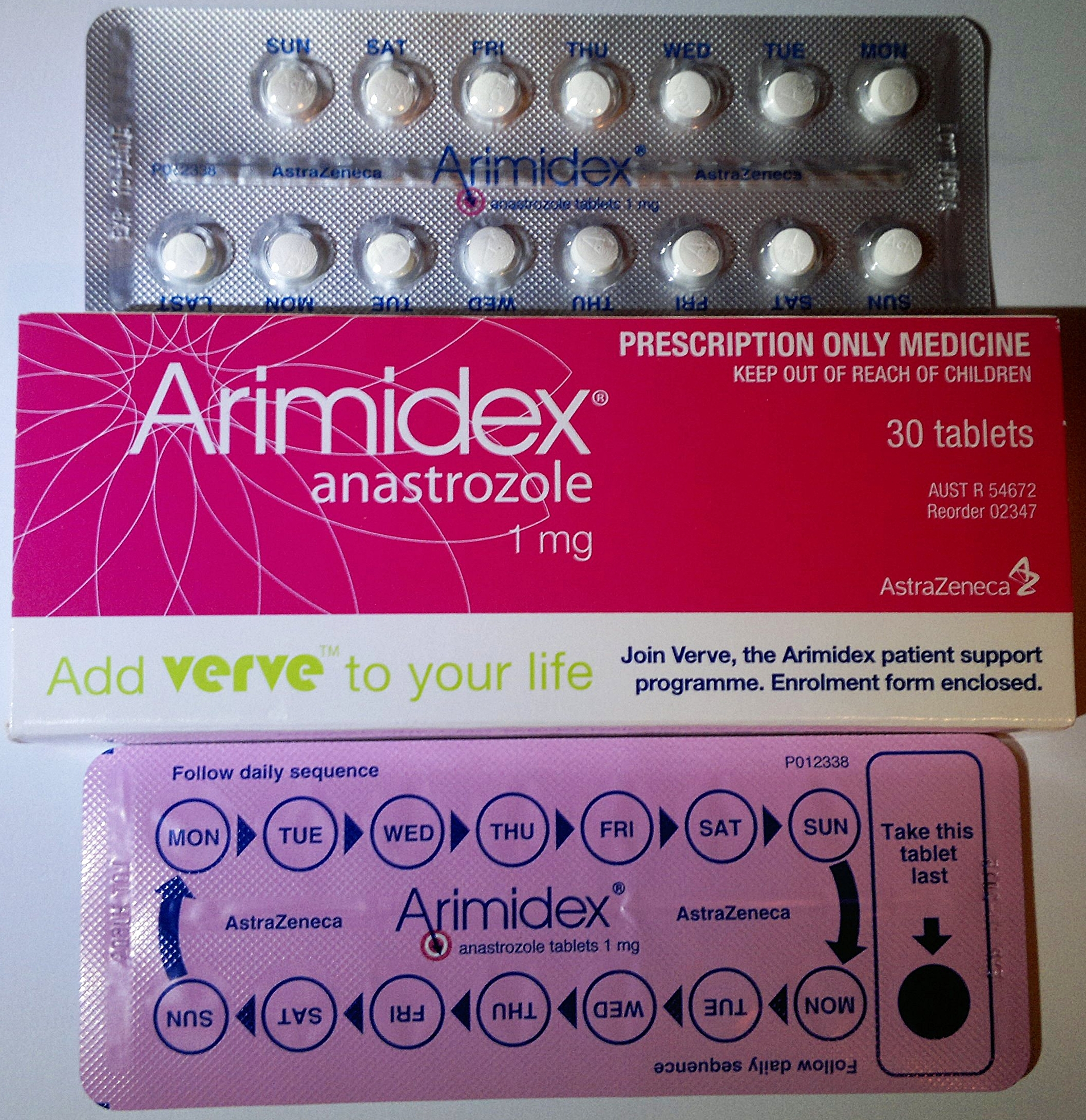
Arimidex (anastrozole) 1 mg comprimidos

Anastrozole é um fármaco indicado para o tratamento do câncer de mama em mulheres pós-menopáusicas.